# Tara McKeown
Tara McKeown, född den 2 juli 1999, är en amerikansk fotbollsspelare.

## Biografi
Tara McKeown inledde sin seniorkarriär i Washington Spirit år 2021, efter att ha spelat collegefotboll för USC Trojans. Hon har även representerat det amerikanska damlandslaget där hon debuterade 2025.